# Наргила
Наргила, такође позната као шиша, инструмент је који се користи за пушење ароматизованог дувана, где дим пролази кроз базу испуњену водом, која је најчешће од стакла. 
Када се говори о утицају наргиле по здравље, пушењем наргиле се излаже отровним хемикалијама које нису филтриране кроз воду, а постоји и ризик од инфективних болести услед дељења наргиле са другим људима. Водена лула је направљена од стране Ирфана Шаика из Могулског царства, или координира из времена Сафавидске династије из Персије, одакле се касније проширила на исток, у Индију. Наргила је врло брзо стигла у Египат где је веома брзо постала популарна, а касније је на истом месту и механизам наргиле усавршен.
Реч наргила (hookah) потиче од арапске речи huqqa. Осим у свом домаћем региону, наргила је још јако популарна у Аустралији, Европи, Северној Америци, Јужној Америци, југоисточној Азији, Танзанији и Јужној Африци, услед миграната из Леванта где је наргила посебно популарна, нарочито међу младима.

## Име и етимологија
Argilah или Argileh Арапски назив који се најчешће се користи у Либан, Сирија, Палестина, Јордан, Израел, Азербејџан, Узбекистан, Ирак.
Назив Nargile проистиче из персијске речи nārghile , што значи кокос, и реч потиче из санскрита nārikela (नारिकेल), што нам говори да су ране наргиле прављене од кокоса.
У Србији, Хрватској, БиХ, Македонији, Турској, и Бугарској, се односи на цео инструмент. Шиша се односи на дуван који се пуши. Наргила често има један или два улаза за цев. Ароматизовани дуван, исецкан на комадиће, стављен у главу нагиле, глава се затим затвара са фолијом. Затим се врућ угаљ се ставља на врх. Затим се дим вуче кроз воду да би се охладио и филтрирао. У Албанији наргила се назива лула или лулава.
Narguile је честа реч за наргилу у Шпанији, као и cachimba, заједно са shisha од стране мароканских имиграната у Шпанији.
Shisha или sheesha (شيشة), од персијске речи shīshe (شیشه), значи стакло, је општи термин за наргиле у Египту, Судану, земљама Арапског полуострва, Алжиру, Мароку, Грчкој, Тунису и Сомалији. У Јемену се користи термин mada'a.
У Персији наргила се назива Qalyān. Персијски Qalyān је укључено у најраније знање Европљана о дувану, tobacolgia написао ју је Johan Neander и објавио у Холандији 1622. године. Чинило се да је током времена водена лула захтевала персијску конотацију, као што је у 18. веку египатска најмодернија лула названа Karim Khan по персијском владару дана. Ово име се такође користи у Русији, Украјини и Белорусији.
У Узбекистану и Авганистану, наргила се назива chillim.
У Пакистану се користи реч најсличнија енглеском преводу наргиле (хука), и користи се реч huqqa.
На Малдивима, наргила се назива гудугудаа.
На Филипинима, наргила се назива хитбо, и најчешће се као укус користи марихуана.
Наргила је још позната као Marra pipe у Уједињеном Краљевству, а нарочито на североистоку где се наргила користи као рекреација.
Велика употреба индијске речи наргила, у енглеском језику (hookah) се приписује британској власти у Индији, Бритишу Реју, када је велики број британских исељеника први пут пробало водену лулу. Вилијам Хики, убрзо након што је стигао у Калкуту 1775. године, написао је у својим мемоарима:
Најбоља по изгледу а и по начину припреме, наргила је била спремна за мене. Пробао сам је и није ми се свидела. Чак и након неколико других покушаја, сматрао сам је недовољно добром. Хтео сам да знам да ли је стварно неопходно да постанем пушач, а одговорено ми је веома јасно. „Наравно да јесте, иначе се сматрате немодерним човеком. Овде свако користи наргилу, и незамисливо је провести дан без ње.” Скоро сам чуо да би се мушка популација радије одрекла вечере, него наргиле.

## Историја
Према Cyril Elgood у Индији лекар Irfan Shaikh, на двору Могулског цара Ахбара I је измислио идеју за наргилу. Међутим по песми Ahlī Shirazi-а, Персијски песник говори о коришћењу ḡalyān још у време Тахмасп I. Делује да би Abu’l-Fath Gilani требало да буде заслужан за представљање наргиле у Индији, која се већ користила у Персији. Међутим не постоји доказ о постојању водене луле пре 1560-их. Штавише верује се да је дуван стигао у Персију око 1600. године, што сугерише да је нека друга супстанца коришћена за пушење у Ahlī Shirazi' наргили.
Следећи Европско представљање дувана Персији и Индији, Hakim Abu’l-Fath Gilani, који је дошао из Гилана, провинције на северу Персије, у Хамарастан. Касније је постао лекар на Могулском двору и подигао ниво забринутости због све популарнијег коришћења дувана међу Индијским племићима. Смислио је систем који је омогућио диму да буде прочишћен кроз воду. Гилани је представио нову врсту наргиле Асад Бегу, амбасадору Бијапура, који је охрабрио Акбара I да проба нову врсту наргиле. Популарност међу племићима, је помогла да ова нова справа постане симбол Индијске аристократије.

## Савремени развој
Уместо бакра, месинга и осталих легура лошег квалитета произвођачи су почели да користе нерђајући челик и алуминијум. Силиконска гума се користи за црева уместо коже и зица. Нови материјали омогућују наргили да дуже траје, елиминише смрад док се пуши и омогућује прање без ризика од корозије и бактерија. Нове технологије и модеран дизајн мења изглед нових наргила.
Упркос очигледним предностима модерних наргила, због високе цене производње и мањка модерне опреме у традиционалним производним регионима, већина наргила се још увек производи старијом технологијом.

## Делови и функција

### Компоненте
Наргила има много делова, али четири која су од суштинског значаја за функцију.

### Глава (Чинија)
Глава или чинија је посуда обично направљена од глине, мермера или стакла и она држи угаљ и дуван током трајања сесије. Чинија је је пуњена дуваном и прекривена алуминијском фолијом. Затим се мале коцке угља стављају на врх, који омогућава да се дуван загреје до потребне температуре. Такође постоје разни облици глава.

### Поклопац
Поклопац се ставља на главу наргиле и углавном има одређен број рупа за проток ваздуха. Поклопац служи да не дозволи ветру или струјању ваздуха у просторији да убрза сагоревање угља и да не повећава температуру.

### Црево
Цев данас је дугачка флексибилна и омогућава да се дим извлачи да веће дистанце и да се охлади пре него што се удахне. На завршетак цеви је обично постављен метални, дрвени или пластични део за уста. У различитим облицима, величинама и бојама.

### Вентил
Већина наргила има вентил који је повезан са делом кроз који протиче ваздух, да би могао да се издува из посуде уколико стоји дуго у њој. Овај једнострани вентил блокира проток ваздуха када се дим увлачи, помоћу куглице унутар њега. И отпушта дим из посуде када то корисник пожели.

### Посуда за воду
Посуда за воду се сматра као база наргиле. На посуду за воду је прикачено тело наргиле и као такво чине једну целину. У посуди за воду се налази као што име каже, вода, али се такође може као замена води стављати неки негазирани сок, млеко, а неко користи и алкохол. Посуда за воду је једна од кључних делова наргиле јер се кроз њу филтрира дим, и шаље даље до пушача, а онај нефилтрирани се задржава у посуди. Могу бити различитих облика, димензија, декорација и материјала од којих су направљене. Препоручује се да се за израду посуде користи стакло намењено за израду наргила јер такво стакло има велики утицај на дим.

### Тањир
Тањир се налази одмах испод посуде за дуван, и служи да хвата пепео који пада са жарова.

### Дихтер
Дихтер се налази на телу наргиле. Служи да тело наргиле и посуду за воду, споји, да спречи улазак ваздуха из спољашње средине у посуду за воду, да задихтује тело и посуду за воду о то ради уз помоћ гуме која се прави посебно за тај део. На дихтеру се налази вентил и улаз за црево. Постоје дихтери који на себи имају и више улаза за црево па је омогућено и пушење наргиле од више корисника истовремено, што је данас постало јако популарно. При коришћењу више од једног црева у исто време, вентил се не користи.

### Дуван
Дуван, тј. укус та наргилу, је сирупаст микс дувана, моласе, поврћног глицерола који служи као овлаживач и посебних укуса који су додати на све ово. Типични укуси за наргилу садрже у себи јабуку, крушку, лимун, менту, као и све остало на бази воћа. Нетипични укуси подразумевају неколико воћа измиксованих у један. То су на пример: јабука-мента, лимун-поморанџа, малина-мента, итд. Постоје и безникотински дувани који се називају ароме. Ароме као састав у себи имају само арому и воће. Доста су “лакше” од обичног дувана, слабији им је укус, а и имају много мање дима. За арому се најчешће опредељују они људи који не желе да имају контакт са никотином.

### Угаљ
Угаљ је извор топлоте која се преноси на дуван унутар посуде за дуван. Како се глицерол користи као овлаживач дувана, за производњу дима је потребна топлота која је већа од тачке кључања глицерола а то је 290 °C. Када све узмемо у обзир, угаљ за наргилу мора бити тврд, густ, лако запаљив, и да поврх свега тога буде у стању да гори дуго константном јачином. Ово је све могуће направити помоћу кокосове љуске, стога је угаљ направљен од кокоса, најбољи угаљ за наргилу.

### Функционисање
Посуда са водом која се налази на дну наргиле је испуњена водом, онолико колико је потребно да се цев тела потопи, пар центиметара, која је заједно са телом прикачена за посуду. Сипањем више воде него што је потребно ће само довести до тога да пушач мора применити јачу силу увлачења како би повукао дим. Сипањем мање воде него што је потребно доводи до нефункционисања наргиле.
Дуван се ставља у посуду за дуван која се налази на врху наргиле. Преко посуде за дуван се ставља алуминијумска фолија која одваја угаљ и дуван што не дозвољава пепелу да падне у дуван, а и смањује температуру којој је дуван изложен, ради превентиве запаљења дувана. Када пушач увуче кроз црево, ваздух долази с поља, прелази преко угља и улази у посуду за дуван, потпун врео. Тако врео ваздух загрева (не пали) дуван, ствара се дим који даље наставља до тела наргиле. Преко тела одлази у посуду за воду, и тада се чују мехурићи који су знак да се дим хлади и у исто време филтрира. Тако охлађен дим наставља свој пут ка пушачу преко црева до његових уста. Када пушач престане да увлачи, притисак који је био створен, сада се отпушта и један део ваздуха се враћа скроз назад до угља, што не дозвољава угљу да се угаси, и на тај начин наставља се цео процес.

## Ефекти по здравље

### Изложеност инфективним болестима
Када људи деле наргилу међусобно, долази до опасности излагању инфективним болестима као што су орални херпес, туберкулоза, хепатитис, инфлуенца. Коришћењем пискова за уста може смањити ризик, али га не може искључити.

### Изложеност отровним хемикалијама
Дим наргиле садржи неколико отровних хемикалија, а вода није у стању да их све филтрира. Само сагоревање угља, дувана и укуса већ садржи неке отровне материје. Дим наргиле садржи хемикалије које могу довести до рака, срчаних проблема, проблема са плућима и још много других ефеката на здравље. У току пушења наргиле, у телу се ствара осам пута више угљен моноксида од нормалног уноса. У поређењу са цигаретом, једно пушење наргиле садржи приближан број никотина, више угљен-моноксида, а мање хемикалија везана за сам дуван. Услед свега овога, може се рећи да наргила може имати готово исти утицај на здравље као и цигарета.

### Ефекти на кратке стазе
Карбон-моноксид који се налази у диму се везује за хемоглобин у крви и претвара у карбо-хемоглобин, који смањује доток ваздуха у органе, укључујући и мозак. Услед ове појаве могу се појавити следећи симптоми: главобоља, мучнина, колапс. Наргила може створити проблеме и у кардиоваскуларном систему. Употреба наргиле убрзава рад срца и повећава крвни притисак.

### Ефекти на дуге стазе
Досадашњи докази указују на то да наргила може имати бројне ефекте на здравље. Пушење наргиле повећава ризик од рака, болести плућа као што су хронични бронхитис и хронична опструктивна болест плућа, коронарну артеријску болест, промена у гласу, остеопороза.

### Ефекти пасивног пушења
Што се тиче пасивног пушења, дим наргиле садржи одређену количину угљендиоксида. Ваздух у наргила баровима садржи отровне материје као што су никотин и угљенмоноксид, и они су доступни у већим количинама него у диму од цигарете. Током једночасовног пушења наргиле, пушач је изложен од 2 до 10 пута већим количинама канцерогених материја него пушачи цигарета. Ниједна студија се није бавила проучавањем ефеката пасивног пушења по здравље на дуже стазе, али што се пасивног пушења на кратким стазама тиче, ефекти који се могу јавити су вртоглавица, хронични кашаљ, проблеми са дисањем. Запошљени у наргила баровима су изложени диму већи део времена па су изложенији здравственим проблемима од пасивног пушења.

### Зависност
У дувану за наргиле се налази никотин, супстанца која изазива зависност. Једна сесија пушења наргиле садржи 1.7 пута више никотина од једне цигарете, а апсорпција никотина преко воде еквивалентна је пушењу 10 цигарета дневно. Многим пушачима наргила, посебно оним сталним, тело једноставно захтева да пуше наргилу, чак им се јављају и симптоми апстинентске кризе након престанка пушења. Ови симптоми зависности су веома слични онима као код пушача цигарета.